# فلوربيتابير (18F)
فلوربيتابير(18F) (بالإنجليزية: Florbetapir (18F))‏ والإسم التجاري AMYViD ويعرف كذلك باسم فلوربيتابير-فلورين-18 أو 18F-AV-45 هو مركب دوائي مشع يُستخدم في التصوير المقطعي بالإصدار البوزيتروني (PET) ويحتوي على النويدة المشعة فلور 18، وقد صادقت عليه إدارة الغذاء والدواء في 2012 كأداة تشخيص لمرض آلزهايمر. يرتبط فلوربيتابير -مثل مركب بيتسبرغ بي (PiB)- بببتيد بيتا النشواني لكن الفلور 18 له عمر النصف 109.75 دقيقة مقابل 20 دقيقة لمركب بيتسبرغ بي. وجد وونغ وزملاؤه أن طول حياة المركب سمحت  للمقتفي بالتراكم بزيادة معتبرة في أدمغة المرضى بآلزهايمر، وبالتحديد في مناطق معروف بأنها مرتبطة بترسبات لبيتا النشواني.
توقعت إحدى المراجعات أن تصوير النشواني سيُستخدم على الأرجح جنبا إلى جنب مع واسمات أخرى بدل أن يكون بديلا لها.